# Anodonthyla nigrigularis
Anodonthyla nigrigularis là một loài ếch trong họ Nhái bầu. Nó là loài đặc hữu của Madagascar. Các môi trường sống tự nhiên của chúng là các khu rừng ẩm ướt đất thấp nhiệt đới hoặc cận nhiệt đới, các khu rừng vùng núi ẩm nhiệt đới hoặc cận nhiệt đới, và các khu rừng trước đây bị suy thoái nặng nề. Loài này đang bị đe dọa do mất môi trường sống.

## Hình ảnh

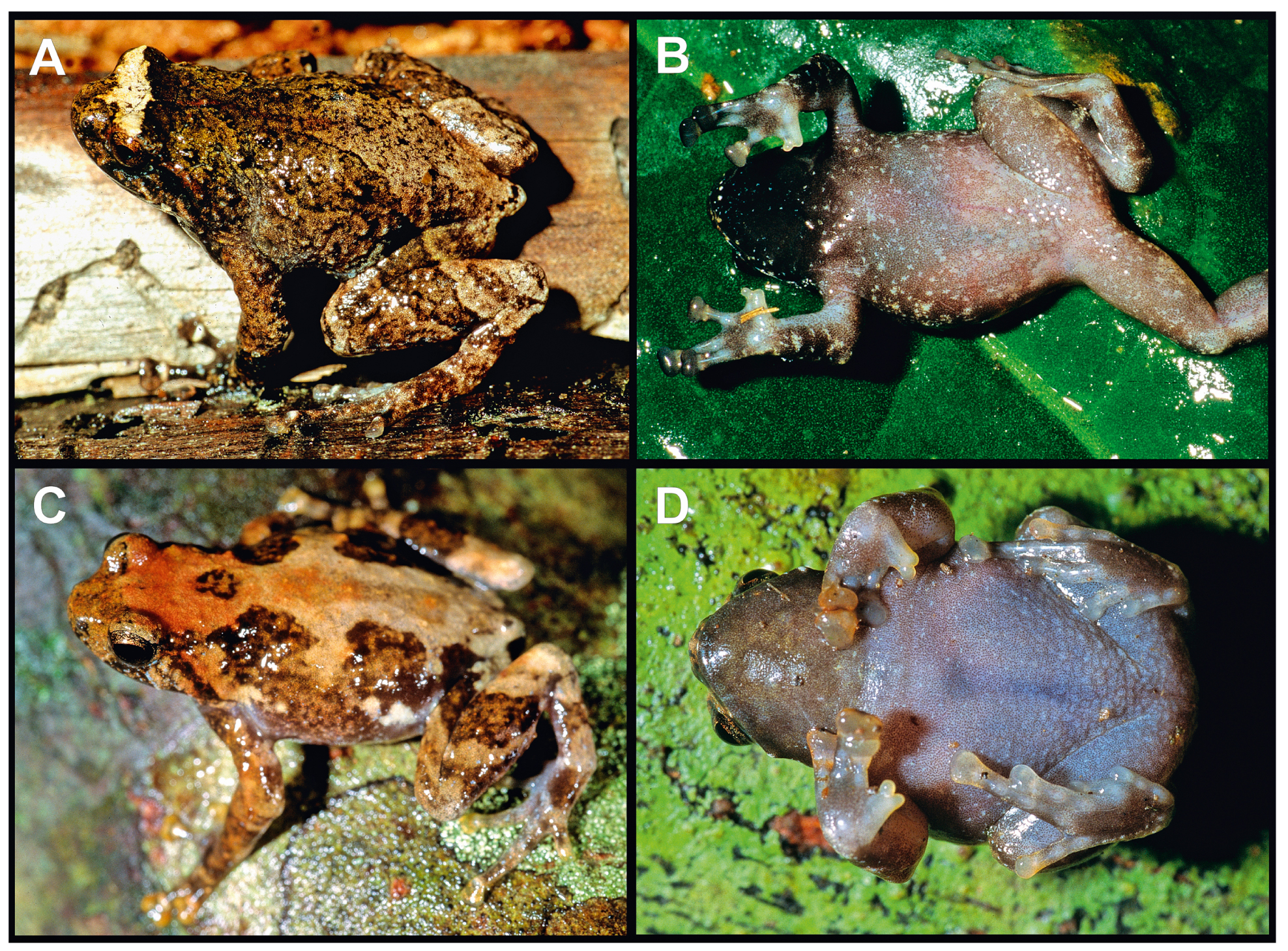
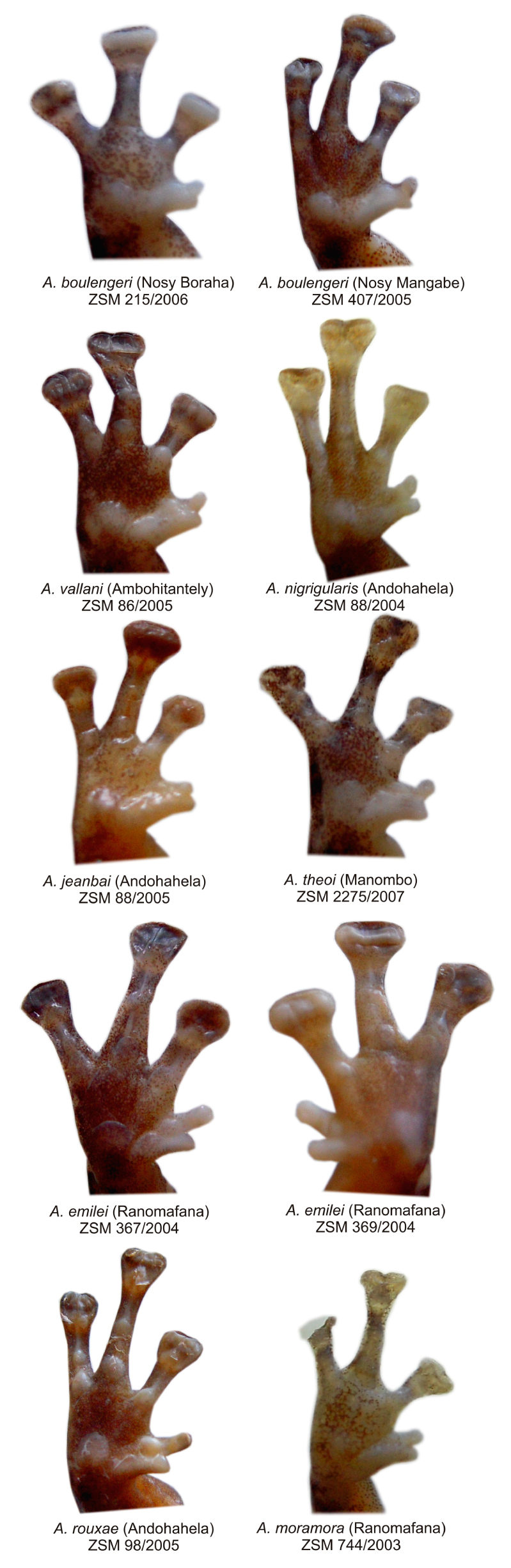